# Galargues (Gard)
Gallargues (en francès Gallargues-le-Montueux) és un municipi occità, situat al departament del Gard i a la regió d'Occitània, administrativament francesos.